# Robbie Wakenshaw
Robbie Wakenshaw, diminutivo di Robert Andrew Wakenshaw (Ponteland, 22 dicembre 1965) è un ex calciatore inglese, di ruolo attaccante.

## Carriera

### Club
Dopo aver giocato nelle giovanili dell'Everton esordisce in prima squadra (e contestualmente anche tra i professionisti) con le Toffees nella stagione 1983-1984, durante la quale nella sua unica presenza stagionale nella prima divisione inglese realizza anche una rete; l'anno seguente, nel quale il suo club vince il campionato, Wakenshaw contribuisce al successo della squadra con 2 presenze nel torneo, a cui aggiunge ulteriori 2 presenze in Coppa delle Coppe, altro trofeo vinto in stagione dal club di Liverpool. Nell'estate del 1985, dopo aver partecipato anche ai Mondiali Under-20, l'attaccante viene ceduto al Carlisle Utd, club di seconda divisione, dove rimane per una sola stagione, nella quale realizza 2 reti in 8 partite di campionato giocate, restando in squadra di fatto solamente per mezza stagione, dato che già nel gennaio del 1986 viene ceduto al Doncaster, club con il quale nella seconda metà della stagione 1985-1986 realizza 3 reti in 8 presenze in terza divisione. Nell'estate del 1986 scende ulteriormente di categoria, accasandosi in quarta divisione al Rochdale: con i nerazzurri durante la stagione 1986-1987 gioca con buona regolarità, segnando tuttavia solamente 5 reti in 29 incontri di campionato disputati. Gioca poi in quarta divisione anche nell'intera stagione 1987-1988 e nei primi mesi della stagione 1988-1989 (fino all'ottobre del 1988), nelle quali segna in totale un solo gol in 22 partite giocate con la maglia del Crewe Alexandra. Conclude infine la stagione 1988-1989 giocando a livello semiprofessionistico prima con il Northwich Victoria e poi con il Southport, per poi ritirarsi dopo un'ulteriore stagione da semiprofessionista con il Fleetwood Town.
In carriera ha totalizzato complessivamente 70 presenze e 12 reti nei campionati della Football League, giocando almeno una partita e segnando almeno una rete in ciascuna delle quattro divisioni che la componevano.

### Nazionale
Ha partecipato ai Mondiali Under-20 del 1985, nei quali ha segnato una rete in 3 presenze.

## Palmarès

### Club

#### Competizioni nazionali
- Campionato inglese: 1

Everton: 1984-1985
- FA Charity Shield: 1

Everton: 1985

#### Competizioni internazionali
- Coppa delle Coppe: 1

Everton: 1984-1985

#### Competizioni giovanili
- FA Youth Cup: 1

Everton: 1983-1984